# NGC 6740
NGC 6740 is een spiraalvormig sterrenstelsel in het sterrenbeeld Lier. Het hemelobject werd op 8 juni 1864 ontdekt door de Duitse astronoom Albert Marth.

## Synoniemen
- UGC 11388
- MCG 5-45-1
- IRAS 18587+2841
- PGC 62675